# 奥拉·维根·哈特斯塔
奥拉·维根·哈特斯塔（挪威語：Ola Vigen Hattestad，1982年4月19日—），挪威男子越野滑雪运动员。他曾代表挪威参加2006年、2010年和2014年冬季奥林匹克运动会越野滑雪比赛，获得一枚金牌。